# Västervik Speedway
Västervik Speedway właśc. Västervik Motor Sport Klubb – żużlowy klub z Västervik (południowa Szwecja) założony w 1966 roku. Västervik od 1991 startuje w najwyższej lidze Drużynowych mistrzostw Szwecji – Elitserien. Zespół w 2005 zdobył jak dotąd jedyny tytuł mistrza Szwecji. W dwóch następnych sezonach drużyna z Västervik kończyła rozgrywki ze srebrnymi medalami. W latach 2018–2021 czterokrotnie kończyła te rozgrywki na trzecim miejscu.

## Osiągnięcia
- Drużynowe Mistrzostwa Szwecji:
  - złoto: 1 (2005)
  - srebro: 2 (2006 i 2007)
  - brąz: 6 (1993, 2001, 2018, 2019, 2020 i 2021)

## Kadra drużyny
Stan na marzec 2022 r. Z powodu inwazji Rosji na Ukrainę wszyscy Rosjanie zostali zawieszeni do odwołania.
- Gleb Czugunow
- Mads Hansen
- Anton Karlsson
- Wiktor Kułakow (zawieszony)
- Jaimon Lidsey
- Fredrik Lindgren
- Peter Ljung
- Artiom Łaguta (zawieszony)
- Bartosz Smektała
- Noel Wahlqvist

## Znani i wyróżniający się zawodnicy
W nawiasie podano lata startów dla drużyny.
- Sam Ermolenko (1992–1998)
- Craig Boyce (1991–1992, 1994, 1996–2004)
- Nicki Pedersen (1999–2001, 2018–2019)
- Tomasz Gollob (2001–2010)
- Peter Ljung (2005, 2010–2019, 2022–)
- Chris Harris (2006–2013)
- Krzysztof Kasprzak (2013–2014)
- Artiom Łaguta (2020–2021)